# Pterolophia anoplagiata
Pterolophia anoplagiata är en skalbaggsart som beskrevs av Aurivillius 1911. Pterolophia anoplagiata ingår i släktet Pterolophia och familjen långhorningar. Inga underarter finns listade i Catalogue of Life.